# Wachssack
Wachssack hieß im 19. Jahrhundert eine Einzelsiedlung innerhalb der Bürgermeisterei Höhscheid. Der Ort im äußersten Südwesten der bergischen Großstadt Solingen gehört heute zu Aufderhöhe. Der Ortsname ist jedoch nicht mehr im Stadtplan verzeichnet und auch nicht mehr gebräuchlich.  

## Lage und Beschreibung
Der Ort befindet sich im südwestlichsten Bereich des Solinger Stadtgebietes im Stadtteil Aufderhöhe. Er liegt an der Landesstraße 288, der Opladener Straße, zwischen Rupelrath und Gosse in der Nähe zur Stadtgrenze zu Leichlingen. Das heutige Gebäude Opladener Straße 127 ist auf dem Grundstück eines abgebrochenen Fachwerkhauses, eines ehemaligen Gaststättengebäudes, entstanden, das im Jahre 1960 noch vorhanden war. In dem Gebäude war die nach dem Ort benannte Gaststätte Am Waaßsack untergebracht. Unmittelbar an diesem Haus vorbei fließt der Bach Elbe, der bei Müllerhof in die Wupper mündet.
Benachbarte Orte sind bzw. waren (von Nord nach West): Brand, Birkendahl, Gosse, Horn, die zu Leichlingen gehörenden Orte Kradenpuhl und Müllerhof, sowie Hütte, Rupelrath und Holzkamp.

## Etymologie
Der eigentümliche Name ist wohl auf die Pflicht zur Abgabe von Wachs an das Kölner Stift St. Gereon als Lehnsherr zurückzuführen, der einige Bauernhöfe im Umkreis von Birkendahl seit dem späten Mittelalter unterlagen. Welchen Hintergrund diese Verpflichtung hatte, ist im Detail allerdings unklar. Das gesammelte Wachs wurde wohl an die nahe Kapelle St. Reinoldi geliefert. Der Ortsname Am Wachssack bzw. früher Am Waaßsack könnte zum einen auf diese Verpflichtung generell oder zum anderen auf eine Wachssammelstelle im Ort hinweisen.

## Geschichte
Wachssack lag direkt an der sogenannten Sandstraße, einer Altstraße von Aufderhöhe nach Opladen, der heute als Opladener Straße bezeichneten Landesstraße 288. Über diese Altstraße, ab Aufderhöhe weiter verlängert um die Löhdorfer bzw. Mangenberger Straße, verlief in früheren Zeiten der mittelalterliche Warenverkehr zwischen Solingen und der Handelsstadt Köln.
Der Ort wurde in den Registern der Honschaft Ruppelrath geführt. Die Topographische Aufnahme der Rheinlande von 1824 sowie die Preußische Uraufnahme von 1844 verzeichnen den Ort nur unbenannt. Als Wahssack benannt erscheint er in der Karte vom Kreise Solingen aus dem Jahr 1875 des Solinger Landmessers C. Larsch.
Nach Gründung der Mairien und späteren Bürgermeistereien Anfang des 19. Jahrhunderts gehörte Wachssack zur Bürgermeisterei Höhscheid, die 1856 zur Stadt erhoben wurde.
Mit der Städtevereinigung zu Groß-Solingen im Jahre 1929 wurde Wachssack ein Ortsteil Solingens. Im Gebäude Opladener Straße 127 befand sich bis mindestens zum Jahr 1960 noch die nach dem Ort benannte Gaststätte Am Waaßsack. Wann das Gebäude schließlich abgerissen und durch den heute vorhandenen Neubau ersetzt wurde, ist unbekannt. Der Ortsname Wachssack erschien nach 1929 nie im Stadtplan der neuen Großstadt Solingen, weshalb er auch heute nicht mehr gebräuchlich ist, landläufig wird die Bezeichnung Rupelrath für das gesamte Gebiet zwischen Landwehr und der östlich liegenden Wupper verwendet.